# Bryndzové halušky
Bryndzové halušky (nghĩa là khoai tây viên với pho mát cừu bryndza và thịt muối) là một trong những món ăn quốc gia của Slovakia. Món ăn này bao gồm halušky (khoai tây nhào luộc giống gnocchi) và bryndza (một loại pho mát cừu mềm), tùy chọn có thể rắc thêm với mỡ/thịt muối lợn xông khói.
Theo truyền thống người ta uống Žinčica với món này. Có một lễ hội Bryndzové Halušky hàng năm ở Turecká mà trong đó có một cuộc thi ăn.

## Hình ảnh

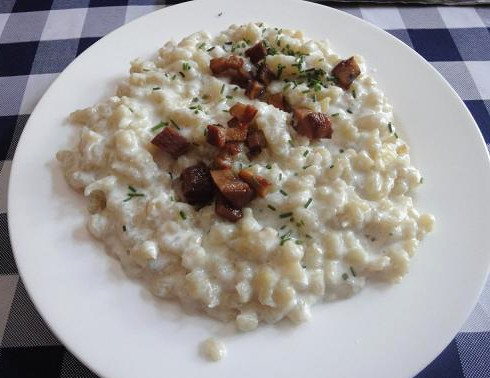
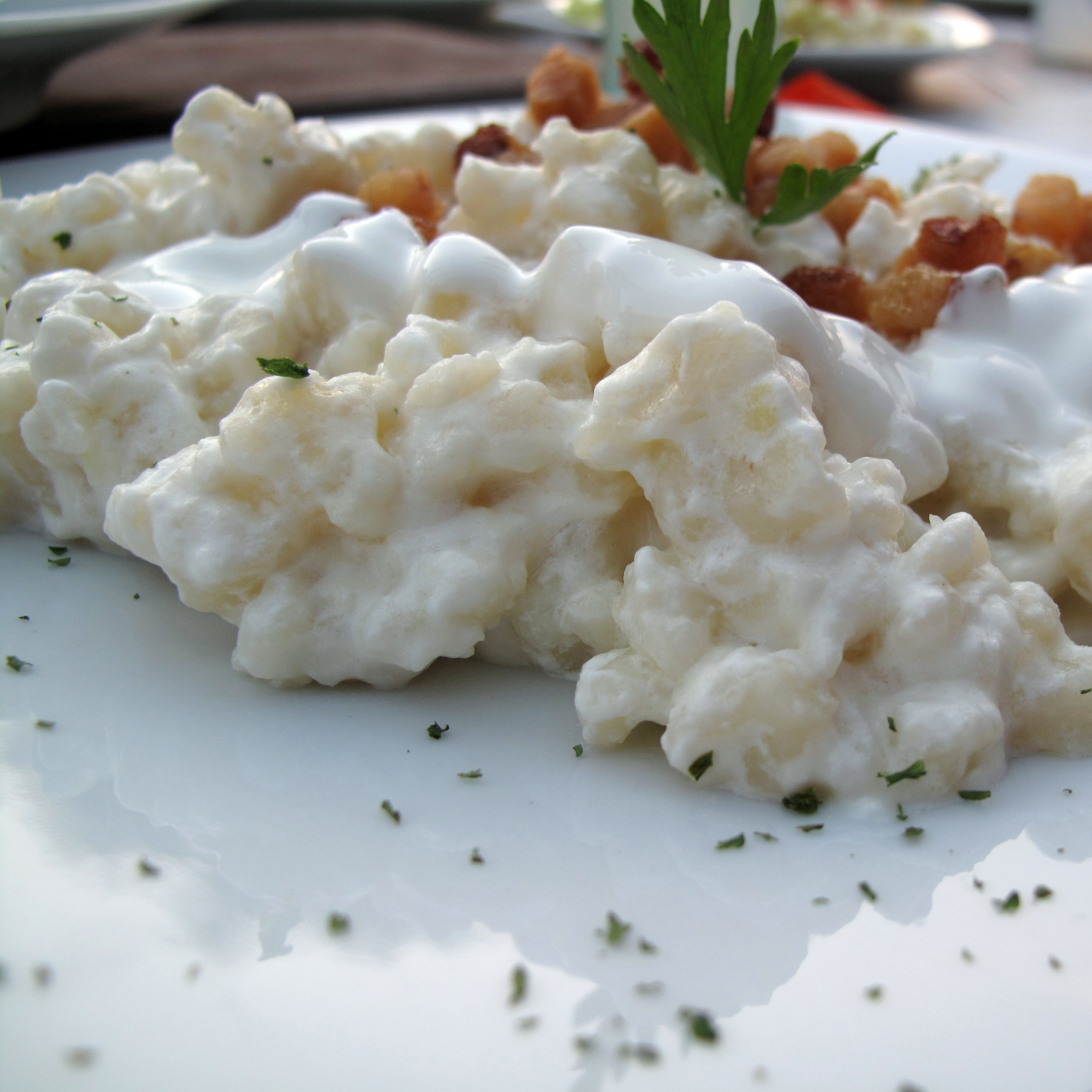
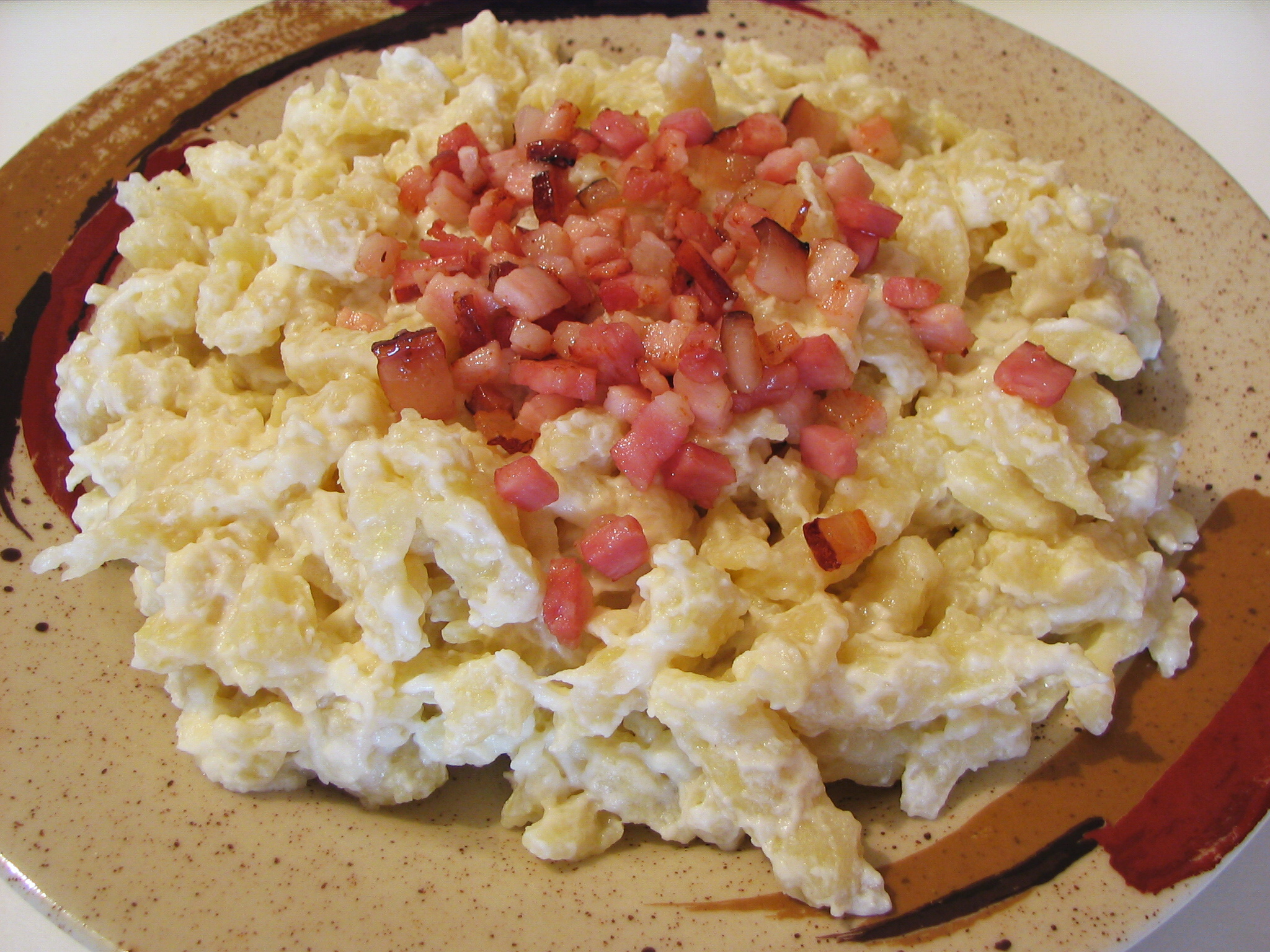